# Scovolo

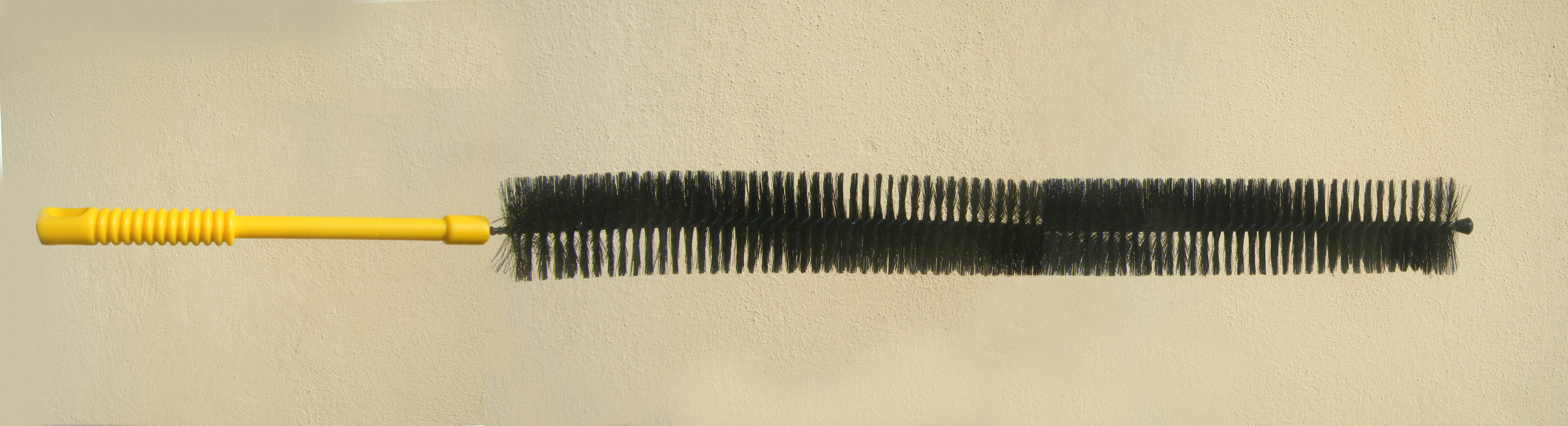
Scovolo per tubi di aerazione

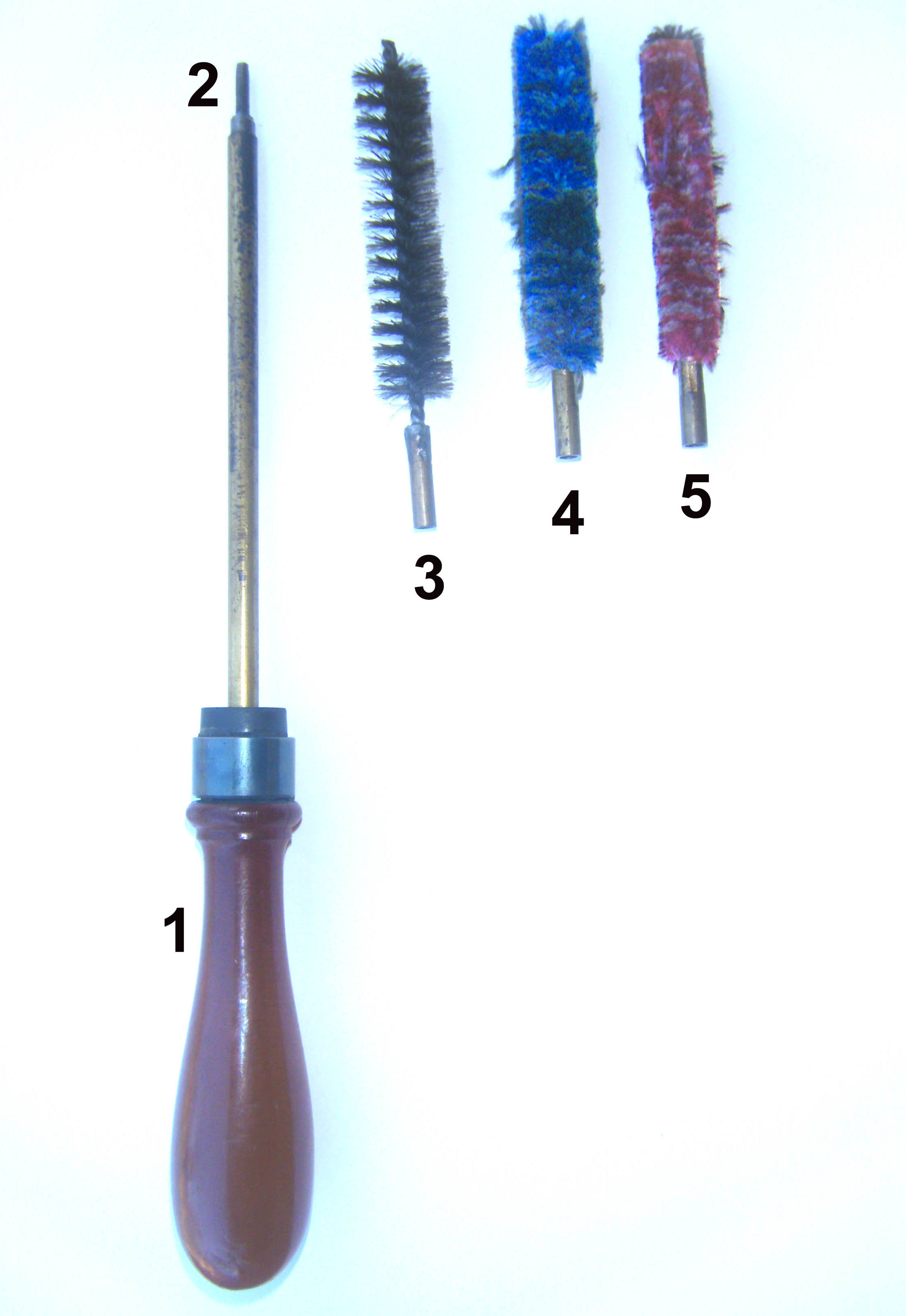
Scovolo con spazzolini intercambiabili a vite. 1) manico; 2) vite; 3) spazzolino per pulizia; 4) e 5) spazzolini in stoffa per lucidare ed oliare la canna. Si noti lo stelo realizzato in ottone per evitare possibili rigature nelle canne.

Uno scovolo è un tipo di spazzolino di forma allungata, particolarmente adatto alla pulizia di interni di tubi ed elementi cilindrici, come aspiratori, camini, scarichi di caldaie, tubi di aerazione ed anche tubi di vetreria da laboratorio, provette e bottiglie. Il termine è però usato soprattutto per indicare gli spazzolini per la pulizia delle canne delle armi da fuoco.

## Struttura ed uso degli scovoli per armi
La pulizia delle canne è necessaria in quanto ad ogni sparo si depositano in esse depositi derivati dalla combustione della polvere da sparo. Il fenomeno è particolarmente presente quando si usano armi o cartucce caricate con polvere nera.
Lo scovolo (sempre a sezione circolare) può essere composto di un unico elemento oppure essere dotato di spazzolini intercambiabili, come quello nell'immagine a fianco. Il materiale della parte attiva può essere metallo relativamente morbido come rame o ottone in modo che non righi la canna, oppure di crine o materiale plastico. Questo tipo di spazzolini serve a rimuovere le tracce (nel caso della polvere nera chiamate fecce) della combustione. Altri tipi, in feltro o lana o altre stoffe, sono usati per lucidare le canne o depositare in esse un sottile velo d'olio per preservarle dalla ruggine.
La dimensione degli scovoli è naturalmente proporzionata al calibro delle armi ed alla lunghezza delle canne. Per esempio uno scovolo con uno spazzolino di nove - dieci millimetri di diametro si usa per i calibri 9 mm., .38 o .357. Uno di dieci o più millimetri sarà più adatto ai calibri .40, .41, .44, .45 e così via.